# Белградски синдикат
Београдски синдикат (на български: Белградски синдикат) е известен хип-хоп състав от Белград.
Групата е сформирана на 21 март 1999 г. след обединение на „Ред Змаја“ (Червеният Змей) и „ТУМЗ“ (Техника Управљањем Микрофоном и Знањем). По-късно се присъединяват {MC Flex} и Шеф Сале, а през 2005 – Прота и DJ Айрон.
Техните песни често засягат различни проблеми на обществото. Едни от най-известните им песни на социална тематика са „Нико не може да зна“, „Welcome to Србија“ и „Зајеби“.
През юли 2010 година пускат новият си албум Дискретни хероји (Дискретни герои), който може да бъде свален свободно от сайта им 
В събота на 28 април 2012. година се провежда концерт в Белградска арена, който по своя мащаб е един от най-големите, провеждани някога там. 
Членове на групата са:
1. Блажо
2. Оги
3. Деда
4. Дарко
5. Джолоджоло
6. Шкабо
7. Дайс
8. {MC Flex}
9. Шеф Сале
10. Александър Протич „Прота“
11. DJ Айрон

## Дискография
- БСССТ... Тишинчина! (2002)
- Говедина (БС)|Говедина (2002)
- Сви заједно (2005)
- Они су (2006)
- Дискретни хероји (2010)

## Още информация
- официална интернет страница
- Белградски синдикат в емисията „Вечер с Иван Иванович“ (prva.rs) Архив на оригинала от 2012-06-18 в Wayback Machine.
- Приказка за „Белградски синдикат“ (Радио-телевизия на Република Сръбска